# بريستول بولمان
بريستول بولمان (بالإنجليزية: Bristol Pullman)‏ هي طائرة خطوط جوية، ذات سطحين. أنتجت في المملكة المتحدة. من صناعة شركة طائرات بريستول. كانت تستخدم بشكل أساسي من قبل سلاح الجو الملكي. كان أول طيران لها في 1920. صنع منها 1 طائرة.